# 23ª edizione dei Directors Guild of America Award
La 23ª edizione dei Directors Guild of America Award si è tenuta nel corso del 1971 e ha premiato il migliore regista cinematografico e televisivo del 1970.

## Cinema
- Franklin Schaffner – Patton, generale d'acciaio (Patton)
- Robert Altman – M*A*S*H
- Arthur Hiller – Love Story
- David Lean – La figlia di Ryan (Ryan's Daughter)
- Bob Rafelson – Cinque pezzi facili (Five Easy Pieces)

## Televisione
- Lamont Johnson – Quella casa sulla collina (My Sweet Charlie)
- Robert Day – The Bold Ones: The Senator per gli episodi A Continual Roar of Musketry (Part 1) e A Continual Roar of Musketry (Part 2)
- Walter Grauman – L'uomo che gridava al lupo (The Old Man Who Cried Wolf)
- Stan Harris – Jack Benny's Twentieth Anniversary Special
- Dwight Hemion – Kraft Music Hall per la puntata con Anthony Quinn e Peggy Lee
- Buzz Kulik – A Storm in Summer
- Delbert Mann – David Copperfield
- Barry Shear – Reporter alla ribalta (The Name of the Game) per l'episodio The Enemy Before Us
- Paul Wendkos – The Brotherhood of the Bell